# Томас Нејгел
Томас Нејгел (енгл. Thomas Nagel; Београд, 4. јул 1937) амерички је филозоф и професор. Нејгел је универзитетски професор филозофије и права емеритус на Универзитету у Њујорку, где је предавао од 1980. до 2016. Главне области његовог филозофског интересовања су правна филозофија, политичка филозофија и етика.

## Рад
Нејгел је познат по својој критици материјалних редукционистичких приказа ума, посебно у свом есеју What Is It Like to Be a Bat? (1974), и по доприносу либералној моралној и политичкој теорији у The Possibility of Altruism (1970) и каснијим списима. Наставио је критику редукционизма у делу Mind and Cosmos (2012), у којем се залаже против неодарвинистичког погледа на појаву свести.

### Доживите себе као добро
Нејгел је записао: „Постоје елементи који, ако се додају нечијем искуству, чине живот бољим; постоје други елементи који ако се додају нечијем искуству, погоршавају живот. Али оно што остаје када се ови оставе по страни није само неутрално: то је наглашено позитивно. ... Додатну позитивну тежину даје само искуство, а не било која последица искуства.“

## Лични живот
Нејгел се оженио Дорис Блум 1954. године, а развео се 1973. године. Године 1979. оженио се Ен Холандер, која је умрла 2014.

## Награде
Нејгел је 1996. добио награду ПЕН/Диамонстеин-Спиелвогел за уметност есеја за друге умове (1995). Такође је награђен Балзан наградом за моралну филозофију (2008), наградом Ролф Шок за логику и филозофију Краљевске шведске академије наука (2008) и наградом за угледна достигнућа Мелон фондације (2006).

## Одабрана дела

### Књиге
- Nagel, Thomas (1970). The possibility of altruism. Princeton, N.J: Oxford University Press. ISBN 9780691020020. (Reprinted in 1978, Princeton University Press.)
- Nagel, Thomas; Held, Virginia; Morgenbesser, Sidney (1974). Philosophy, morality, and international affairs: essays edited for the Society for Philosophy and Public Affairs. New York: Oxford University Press. ISBN 9780195017595.
- Nagel, Thomas (1979). Mortal questions. London: Canto. ISBN 9780521406765.
- Nagel, Thomas (1986). The view from nowhere. New York: Oxford University Press. ISBN 9780195056440.
- Nagel, Thomas (1987). What does it all mean?: a very short introduction to philosophy. Oxford: Oxford University Press. ISBN 9780195174373.
- Nagel, Thomas (1991). Equality and partiality. New York: Oxford University Press. ISBN 9780195098396.
- Nagel, Thomas (1997). The last word. New York: Oxford University Press. ISBN 9780195149838.[7]
- Nagel, Thomas (1999). Other minds: critical essays, 1969–1994. New York Oxford: Oxford University Press. ISBN 9780195132465.
- Nagel, Thomas; Murphy, Liam (2002). The myth of ownership : taxes and justice. Oxford New York: Oxford University Press. ISBN 9780195176568.
- Nagel, Thomas (2002). Concealment and exposure: and other essays. Oxford New York: Oxford University Press. ISBN 9780195152937.
- Nagel, Thomas (2010). Secular philosophy and the religious temperament: essays 2002–2008. Oxford New York, N.Y: Oxford University Press. ISBN 9780195394115.
- Nagel, Thomas (22. 11. 2012). Mind and Cosmos: Why the Materialist Neo-Darwinian Conception of Nature is Almost Certainly False. Oxford/ New York: Oup USA. ISBN 9780199919758.

### Чланци
- 1959, „Hobbes's Concept of Obligation”. Philosophical Review: 68—83.
- 1959, „Dreaming”. Analysis: 112—6.
- 1965, „Physicalism”. Philosophical Review: 339—56.
- 1969, „Sexual Perversion”. Journal of Philosophy, pp. 5–17 (repr. in Mortal Questions.).
- 1969, „The Boundaries of Inner Space”. Journal of Philosophy: 452—8.
- 1970, „Death”. Nous, pp. 73–80 (repr. in Mortal Questions.).
- 1970, „Armstrong on the Mind”. Philosophical Review, pp. 394–403 (a discussion review of A Materialist Theory of the Mind. by D. M. Armstrong).
- 1971, „Brain Bisection and the Unity of Consciousness”. Synthese, pp. 396–413 (repr. in Mortal Questions.).
- 1971, „The Absurd”. Journal of Philosophy, pp. 716–27 (repr. in Mortal Questions.).
- 1972, „War and Massacre”. Philosophy & Public Affairs, vol. 1, pp. 123–44 (repr. in Mortal Questions.).
- 1973, „Rawls on Justice”. Philosophical Review, pp. 220–34 (a discussion review of A Theory of Justice. by John Rawls).
- 1973, „Equal Treatment and Compensatory Discrimination”. Philosophy & Public Affairs. 2: 348—62.
- 1974, „What Is it Like to Be a Bat?”. Philosophical Review, pp. 435–50 (repr. in Mortal Questions.). Online text Архивирано на веб-сајту  (3. мај 2023)
- 1976, "Moral Luck", Proceedings of the Aristotelian Society Supplementary vol. 50, pp. 137–55 (repr. in Mortal Questions).
- 1979, „The Meaning of Equality”. Washington University Law Quarterly: 25—31.
- 1981, „Tactical Nuclear Weapons and the Ethics of Conflict”. Parameters: Journal of the U.S. Army War College: 327—8.
- 1983, "The Objective Self", in Carl Ginet and Sydney Shoemaker (eds.), Knowledge and Mind, Oxford University Press, pp. 211–232.
- 1987, „Moral Conflict and Political Legitimacy”. Philosophy & Public Affairs: 215—240.
- 1994, "Consciousness and Objective Reality", in R. Warner and T. Szubka (eds.), The Mind-Body Problem, Blackwell.
- 1995, „Personal Rights and Public Space”. Philosophy & Public Affairs. 24 (2): 83—107.
- 1997, "Assisted Suicide: The Philosophers' Brief" (with R. Dworkin, R. Nozick, J. Rawls, T. Scanlon, and J. J. Thomson), New York Review of Books, March 27, 1997.
- 1998, "Reductionism and Antireductionism", in The Limits of Reductionism in Biology, Novartis Symposium 213, John Wiley & Sons, pp. 3–10.
- 1998, „Concealment and Exposure”. Philosophy & Public Affairs. 27 (1): 3—30. Online text
- 1998, „Conceiving the Impossible and the Mind-Body Problem”. Philosophy. 73 (285): 337—352. Online PDF Архивирано 2006-09-01 на сајту
- 2000, "The Psychophysical Nexus", in Paul Boghossian and Christopher Peacocke (eds.) New Essays on the A Priori, Oxford: Clarendon Press, pp. 432–471. Online PDF Архивирано 2006-09-01 на сајту
- 2003, "Rawls and Liberalism", in Samuel Freeman (ed.) The Cambridge Companion to Rawls, Cambridge University Press, pp. 62–85.
- 2003, „John Rawls and Affirmative Action”. The Journal of Blacks in Higher Education (39): 82—4.
- 2008, „Public Education and Intelligent Design”. Philosophy and Public Affairs.
- 2009, "The I in Me", a review article of Selves: An Essay in Revisionary Metaphysics by Galen Strawson, Oxford, 448 pp.  0-19-825006-1, lrb.co.uk
- 2021, Thomas Nagel, „Types of Intuition: Thomas Nagel on human rights and moral knowledge”. London Review of Books. 43 (11): 3. 3. 6. 2021., 5–6, 8. Deontology, consequentialism, utilitarianism.
- 2023: "Leader of the Martians" (review of M.W. Rowe, J.L. Austin: Philosopher and D-Day Intelligence Officer, Oxford, May 2023.  978 0 19 870758 5, 660 pp.), London Review of Books. 45 (17): 9—10. Недостаје или је празан параметар |title= (помоћ) (7 September 2023),.